# 安东尼奥·布莱克尼
安东尼奥·达文·布莱克尼（1996年10月4日—）為美國男子籃球運動員，現效力於特拉維夫夏普爾。
2019年9月24日，中国男子篮球职业联赛江苏肯帝亚宣布已與布莱克尼完成簽約。2021年12月31日，麥納瑪國民簽下布莱克尼。2022年3月17日，貝爾謝巴夏普爾簽下布莱克尼。6月27日，江苏肯帝亚总经理表示布莱克尼將重返球隊。10月5日，江苏肯帝亚宣布完成註冊布莱克尼。
2023年8月14日，南京同曦宣布布莱克尼加盟事宜。2024年6月19日，布莱克尼自宣加盟上海久事。9月11日，布莱克尼因簽證與個人事務延遲抵達中國大陸。9月25日，布莱克尼據報與特拉維夫夏普爾以及特拉維夫馬卡比接觸。9月26日，布莱克尼表示家人生病以及面臨官司，期盼2025年重返CBA。10月21日，特拉維夫夏普爾宣布簽下布莱克尼。

## 外部連結
- 安東尼奧·布萊克尼在fiba.basketball（英语）
- 安東尼奧·布萊克尼在NBA官網（英语）
- 安東尼奧·布萊克尼在NBA G聯盟官網（英语）
- 安東尼奧·布萊克尼在中国男子篮球职业联赛官網
- 安東尼奧·布萊克尼在Basketball-Reference.com（NBA）（英语）
- 安東尼奧·布萊克尼在Basketball-Reference.com（NBA G聯盟）（英语）
- 安東尼奧·布萊克尼在Basketball-Reference.com（國際）（英语）
- 安東尼奧·布萊克尼在Sports-Reference.com（NCAA）（英语）
- 安東尼奧·布萊克尼在ESPN（NBA）（英语）
- 安東尼奧·布萊克尼在Eurobasket.com（球員）（英语）
- 安東尼奧·布萊克尼在Proballers（英语）
- 安東尼奧·布萊克尼在RealGM（英语）
- 安東尼奧·布萊克尼在中国篮球数据库
- 安東尼奧·布萊克尼在Flashscore（英语）